# Episodi de Le nuove avventure di Guglielmo Tell (prima stagione)
La prima stagione della serie televisiva Le nuove avventure di Guglielmo Tell è stata trasmessa in anteprima negli Stati Uniti d'America dalla CBN Cable Network tra il 30 agosto 1987 e il 7 febbraio 1988.
| nº | Titolo originale        | Titolo italiano | Prima TV USA      | Prima TV Italia |
| -- | ----------------------- | --------------- | ----------------- | --------------- |
| 1  | The Banquet             |                 | 30 agosto 1987    |                 |
| 2  | The Prisoner            |                 | 6 settembre 1987  |                 |
| 3  | The Little Soldier      |                 | 13 settembre 1987 |                 |
| 4  | The Scavengers          |                 | 20 settembre 1987 |                 |
| 5  | Reunion                 |                 | 27 settembre 1987 |                 |
| 6  | Albion                  |                 | 4 ottobre 1987    |                 |
| 7  | Sanctuary               |                 | 11 ottobre 1987   |                 |
| 8  | The Dukes of Zharinghen |                 | 18 ottobre 1987   |                 |
| 9  | The Bet                 |                 | 25 ottobre 1987   |                 |
| 10 | The Stallion            |                 | 1º novembre 1987  |                 |
| 11 | The Impostor            |                 | 8 novembre 1987   |                 |
| 12 | The Pass                |                 | 15 novembre 1987  |                 |
| 13 | Misalliance             |                 | 22 novembre 1987  |                 |
| 14 | Vogel                   |                 | 29 novembre 1987  |                 |
| 15 | Possessed!              |                 | 6 dicembre 1987   |                 |
| 16 | The Moor (Part 1)       |                 | 13 dicembre 1987  |                 |
| 17 | The Moor (Part 2)       |                 | 20 dicembre 1987  |                 |
| 18 | The Four Horsemen       |                 | 27 dicembre 1987  |                 |
| 19 | The Citadel             |                 | 3 gennaio 1988    |                 |
| 20 | The Princess            |                 | 10 gennaio 1988   |                 |
| 21 | Lotus                   |                 | 17 gennaio 1988   |                 |
| 22 | The Physician           |                 | 24 gennaio 1988   |                 |
| 23 | The Handmaiden          |                 | 31 gennaio 1988   |                 |
| 24 | The Rebirth             |                 | 7 febbraio 1988   |                 |